# The Pillars of Truth
Die Partei Pillars of Truth (Boutokaan Te Koaua) (deutsch Säulen der Wahrheit-Partei) war eine politische Partei in Kiribati im Maneaba ni Maungatabu (House of Assembly).

## Geschichte
Die Partei entstand aus einer Abspaltung der National Progressive Party, die als erste Partei nach der Unabhängigkeit 1979 an die Regierung kam.
In den Präsidentschaftswahlen 2003 erreichte der Parteichef Anote Tong 47,4 % der Stimmen und wurde damit Präsident. In den Wahlen zur Maneaba ni Maungataba zwei Monate zuvor, hatte die Partei nur 16 von 41 Sitzen gewonnen.
Bei den Parlamentswahlen am 22. und 30. August 2007  erlangte die Partei 18 Sitze. Am 17. Oktober 2007 wurde Anote Tong von einer großen Mehrheit wiedergewählt. Die Opposition boykottierte die Wahlen aufgrund eines Ausschlusses von zwei Oppositionskandidaten (unter anderem Tongs Bruder Harry). 2016 übernahm Taneti Mamau von der Tobwaan Kiribati Party seinen Platz als Präsident ein.

## Kabinettsmitglieder
Kabinettsmitglieder im Zeitraum zwischen 2007 und 2011:
- Anote Tong – Präsident und Außenminister
- Teima Onorio – Vize-Präsident und Handelsminister
- Amberoti Nikora – Innenminister
- Iotebwa Redfern – Arbeitsminister
- Tetabo Nakara – Umwelt- und Landwirtschaftsminister
- James Taom – Bildungsminister
- Natan Teewe – Finanzminister
- Tawita Temoku – Minister of Line and Phoenix Islands Development
- Taberannang Timeon – Fischereiminister
- Kautu Tenaua – Gesundheitsminister
- Kouraiti Beniato – Minister of Public Works and Utilities
- Temate Ereateiti – Minister of Communications Transport and Tourism Development

## Wahlergebnisse
| Wahl         | Mandate |
| ------------ | ------- |
| Wahl 2002    | 17 / 40 |
| Wahl 2003    | 16 / 40 |
| Wahl 2007    | 18 / 46 |
| Wahl 2011    | 15 / 46 |
| Wahl 2015/16 | 26 / 46 |
| Wahl 2020    | 22 / 45 |